# ジェイデン・ヒルトン
ジェイデン・アシュトン・ヒルトン（Jayden Ashton Hylton, 2004年1月25日 - ）は、アメリカ合衆国ニュージャージー州ユニオン郡サミット出身の野球選手（外野手）。右投右打。